# Ellipteroides magistratus
Ellipteroides magistratus är en tvåvingeart som först beskrevs av Alexander 1949.  Ellipteroides magistratus ingår i släktet Ellipteroides och familjen småharkrankar.
Artens utbredningsområde är Peru. Inga underarter finns listade i Catalogue of Life.